# Convento di San Francesco (Treviso)
Il convento di San Francesco è un complesso di edifici annessi all'omonima chiesa a Treviso.

## Storia
Un gruppo di frati francescani, inviati dallo stesso san Francesco, giunse a Treviso nel 1216 e prese sede, in ottemperanza alle norme comunali, fuori dalle mura, in un oratorio dedicato alla Madonna presso gli orti dei da Camino, presso il fiume Pegorile.
A partire dal 1221, forse a seguito della lettera inviata il 21 aprile da papa Innocenzo III, preoccupato per il diffondersi dell'eresia patarina, il Maggior Consiglio deliberò più autorizzazioni per l'insediamento dei diversi Ordini mendicanti in città.
Fu così che, nel 1231, si cominciò a costruire, per buona parte a spese di Gherardo da Camino (si pensa quale atto di riparazione per l'uccisione di Jacopo da Valenza, minorita vescovo di Feltre), la chiesa e il convento dell'ordine francescano. Nel 1270 vennero ultimate le costruzioni.
Proprio da questo convento uscì Alessandro Novello contro cui Dante Alighieri rivolse una bruciante invettiva (Paradiso, canto nono, 55-57), inserita nella celebre "profezia di Cunizza".
Nel 1797 il complesso fu occupato dai francesi e nel 1806, espulsi i francescani conventuali, venne soppressa dalle leggi napoleoniche. Mentre la chiesa fu adibita a scopi militari come stalla, il convento - con i suoi due chiostri - venne demolito.
Nel 1928, dopo un restauro, la chiesa fu riaperta al culto. Rimanendo proprietà del Comune di Treviso, fu nuovamente affidata alla cura pastorale dei frati minori conventuali. Questi nel secondo dopoguerra costruirono un nuovo convento, adiacente alla chiesa e al chiostro edificato dalle autorità fasciste durante il Ventennio come ambiente commemorativo per i caduti della città. Oggi il Comune utilizza il chiostro per mostre d'arte e iniziative culturali.